# Peter Arnett
Peter Gregg Arnett (1934, Nueva Zelanda) es un periodista neozelandés nacionalizado estadounidense.

## Trayectoria
- Trabajó para la revista National Geographic.
- Fue corresponsal de varias cadenas de televisión.
- Consagró a la CNN.

## Corresponsal de Guerra
Su fama proviene de la cobertura de conflictos bélicos, en especial Vietnam y la Guerra del Golfo. 
En esta última, fue el único que pudo seguir transmitiendo en directo para la CNN, ya que tuvo el tino de no instalarse en el mismo edificio que los demás corresponsales, pues lo supuso un blanco fácil, como en efecto ocurrió. Tras el ataque que dejó a los medios sin comunicación, CNN quedó como la única señal y, con ello, despuntó su crecimiento y prestigio mundial.
En 1997, fue capaz de entrevistar al terrorista Osama Bin Laden.
Fue crítico de las políticas oficiales de Estados Unidos en torno a las guerras en Medio Oriente, lo que le valió tanto críticas como admiración.

## Premiado
En 1966, ganó el Premio Pulitzer de periodismo internacional por su trabajo en Vietnam, donde estuvo desde 1962 a 1975, la mayoría del tiempo trabajando para Associated Press. 

## Libro
En 1994, escribió Live from the Battlefield: From Vietnam to Baghdad, 35 Years in the World's War Zones (En directo desde el campo de batalla; de Vietnam a Bagdad).